# Alliance sociale indépendante
L'Alliance sociale indépendante (en espagnol : Alianza Social Independiente, anciennement Alliance sociale indigène) est un parti politique colombien amérindien créé en 1991 pour défendre les droits des paysans, des pauvres, des femmes et obtenir une nouvelle constitution reconnaissant les droits des peuples autochtones.

## Histoire
Le mouvement émerge en 1991, à la suite des garanties prévues par la nouvelle Constitution. Composée d'autochtones, d'agriculteurs, de dirigeants communautaires des quartiers de Popayán, d'une organisation de femmes, ainsi que d'autochtones amnistiés, le Mouvement armé Quintín Lame, l'Alliance sociale indigène aspire à devenir une nouvelle alternative politique,,.
La première Assemblée a lieu dans la communauté indigène de Yaguará, dans le département de Huila. Les dirigeants autochtones et non-autochtones qui, depuis 1969, œuvrent pour l'élan du mouvement en faveur des communautés amérindiennes, en particulier dans les départements de Cauca, Tolima et d'Antioquia, assistent à cette Assemblée. Les dirigeants du mouvement paysan du Cauca ainsi que les dirigeants urbains des quartiers en reconstruction après le tremblement de terre de Popayán y participent également.
Au cours de ces années, l'Alliance sociale indigène étend son soutien non seulement aux candidats appartenant aux communautés autochtones, mais aussi aux candidats indépendants qui sont généralement dans le centre politique ou le centre-gauche. Le parti approuve la candidature d'Antanas Mockus à la présidence de la République lors de l'élection présidentielle de 2006.
Le chef traditionnel du parti est le sénateur indigène Marco Aníbal Avirama et son président l'Antioqueño Alonso Tobón.

### Élections régionales de 2000
Aux élections locales de Bogotá en 2000, le parti Alliance sociale indépendante (anciennement Alliance sociale indigène) avec l'Asociación de usuarios del Upac (Anupac) (Association des usagers de l'Upac) et le Partido Visionario (Parti visionnaire) gagnent la mairie de Bogota en faveur d'Antanas Mockus contre María Emma Mejía Vélez.

### Élections régionales de 2007
Aux élections régionales de 2007, le parti de l'Alliance sociale indépendante gagne des postes importants tels que la mairie de Cúcuta obtenue par María Eugenia Riascos (es) et se maintient à la mairie de Medellín avec Alonso Salazar (es) qui succède à Sergio Fajardo, bien que les candidats n'appartiennent à aucune communauté indigène.

### Élections régionales de 2011
Aux élections régionales de la Colombie de 2011, l'Alliance sociale indépendante obtient 9,4% de la participation nationale pour les gouvernorats et 3,1 % pour les mairies au niveau national. Le parti remporte les gouvernorats des départements de Cauca, Vichada et Guaviare. La seule capitale départementale représentée à l'ASI est Carthagène des Indes avec le candidat Campo Elías Terán (es) qui obtient 54,7 % des votes valides. Dans d'autres circonscriptions, l'Alliance sociale indépendante rejoint d'autres partis afin de former une coalition. Son président actuel est Fabián Adolfo Jiménez.